# Martial Van Schelle
Martial Albert Fowler Van Schelle (Merksplas, 6 juli 1899 - Breendonk, 15 maart 1943) was een Belgische sportman die in verschillende disciplines deelnam aan zowel de Olympische zomer- als winterspelen. Tijdens de Tweede Wereldoorlog werd hij in 1943 gearresteerd door de Gestapo en later dat jaar gefusilleerd in het Fort van Breendonk.

## Familie en jonge jaren
Martial Van Schelle werd geboren op het domein 'Diepte' nabij Merksplas. Hij had een Belgische vader, Albert Jozef Karel Van Schelle en een Amerikaanse moeder, Annie Marwin Fowler Protvoth. Zij leerden elkaar kennen op een van Alberts vele reizen voor het Rode Kruis. Annie was ook binnen deze organisatie actief. Hij vergezelde zijn moeder vaak op haar reizen. Zo werden de Verenigde Staten zijn tweede thuisland en verbleef hij tussen moeders reizen in daar bij familie.

## Eerste Wereldoorlog
Zo was hij samen met zijn moeder in de VS tijdens het uitbreken van de Eerste Wereldoorlog. Zijn moeder besloot zonder Martial terug te keren naar haar man in België. Het ongeluk wil dat zij meevoer met de Lusitania, welke op 7 mei 1915 werd getorpedeerd door de Duitsers. Moeder Annie overleefde in eerste instantie de schipbreuk, maar overleed aan haar verwondingen, kort nadat ze aan wal gebracht was.
Nadat in april 1917 de VS de oorlog had verklaard aan Duitsland, werd inderhaast een expeditieleger samengesteld. Alhoewel hij nog geen 18 jaar was, meldde Martial zich toch aan. Zo kwam hij samen met de eerste Amerikaanse militairen aan in Frankrijk, waar hij de frontlijn niet verliet tot het einde van de oorlog. Hij besloot niet terug te keren naar de VS en keerde in plaats daarvan terug naar zijn ouderlijk huis, waar zijn vader en vrienden hem haast niet meer herkenden.

## Interbellum
In 1919 verliet hij opnieuw zijn geboortestreek om zich te vestigen in Brussel, waar hij zich stortte op verschillende sporten. Zo werd hij achtmaal Belgisch kampioen op de 100m vrije slag en tweemaal op de 200 m vrije slag. Hij nam op het zwemmen deel aan drie opeenvolgende Olympische spelen: die van van 1920 in Antwerpen, die van 1924 in Parijs en die van 1928 in Amsterdam. Hij nam in het bobsleeën deel aan de Olympische Winterspelen van 1936. Verder ontpopte hij zich ook nog tot ballonvaarder en nam hij tweemaal deel aan de Gordon Bennett Cup, die hem helemaal tot in de Russische steppen bracht.
Tussen al deze sportactiviteiten richtte hij in 1924 een sportwinkel, 'Van Schelle Sports' op, welke gevestigd was in de Loksumstraat in Brussel (nu het Museum voor letteren en manuscripten). Hij bouwde de eerste IJsbaan in België. Hij deed dit in de vorm van een zwemdok, welke in de zomer dienstdeed als zwembad en in de winter als ijsbaan. Hij mocht er zelfs een bouwen bij het koninklijk paleis en dit in opdracht van koning Leopold II. Hij bouwde schaatsbanen en zwembaden doorheen heel het land en deed zo onder andere de schaatssport weer opleven.
Ondanks het feit dat Van Schelle ondertussen een bekend persoon was geworden keerde hij toch nog regelmatig terug naar zijn heimat, onder andere voor de kermis van het naburige Wortel, waar hij als kind ook les volgde. Onder andere de jeugdige voetbalploeg van Wortel werd door Van Schelle steeds (gratis) van sportmaterialen voorzien.

## Tweede Wereldoorlog

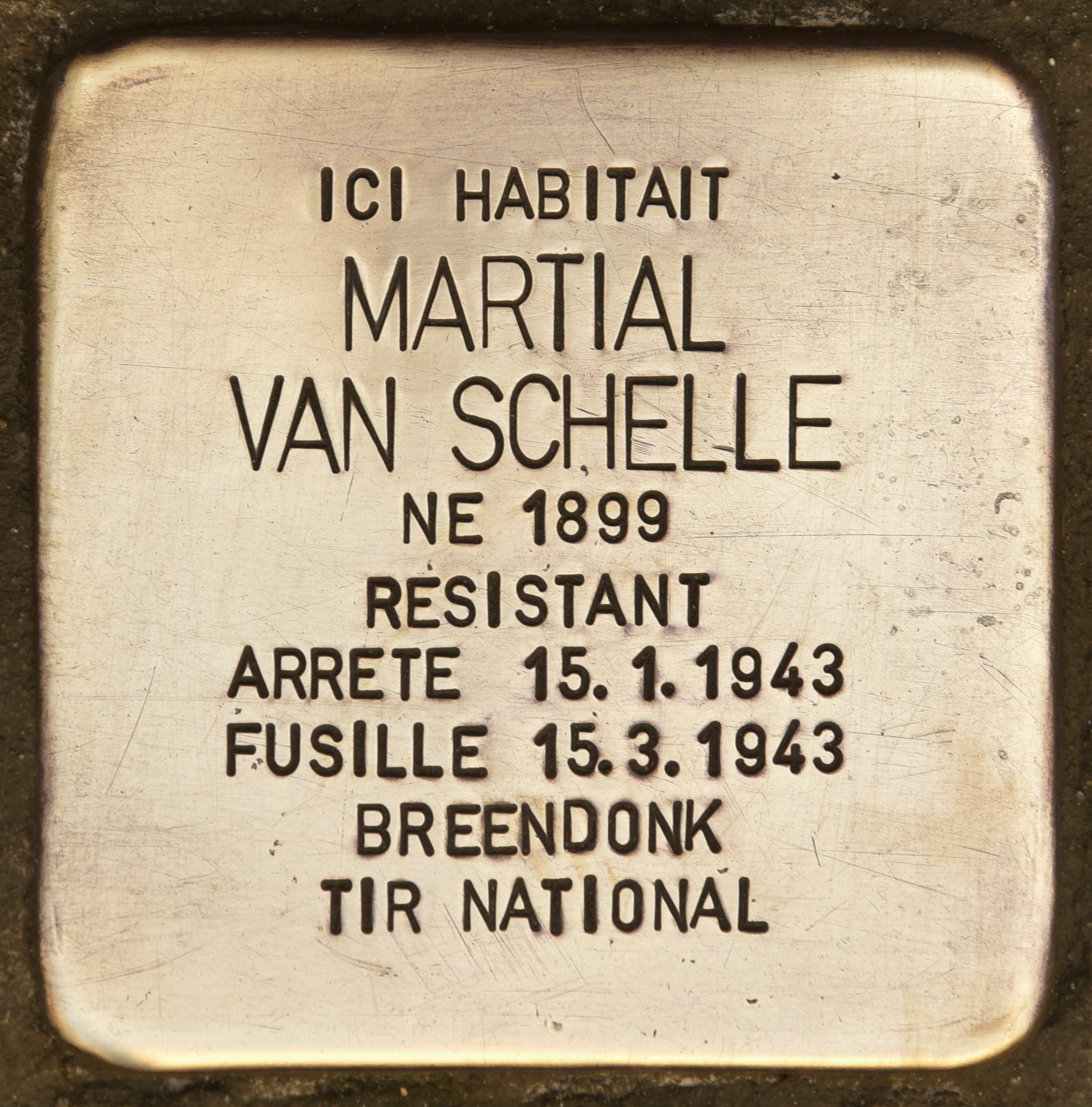
Stolperstein in Sint-Gillis

Reeds vanaf de start van de oorlog begon Van Schelle te spioneren, betaalde hij voermannen om vluchtelingen naar Groot-Brittannië te smokkelen en hield hij er een clandestiene zender op na. Op 15 januari 1943 werd hij door de Gestapo gearresteerd en overgebracht naar het Fort van Breendonk. Na 2 maanden folteren werd Martial Van Schelle op 15 maart 1943 gefusilleerd door de Duitsers. Hij ligt heden begraven op het erepark der gefusilleerden aan de vroegere Nationale Schietbaan, waar nu de VRT gevestigd is.

## Nalatenschap
Martial leidde een opmerkelijk leven dat diepe indruk maakte op velen, waaronder Armand Huet die een voormalige buurjongen van Martial was geweest. Hij schreef in de jaren zeventig een boekje van 52 pagina's over Van Schelle getiteld Het wonderbare leven van Martial Van Schelle.
Op 20 mei 2011 begon schrijfster Leen Huet, kleindochter van Armand, een blog over Martial Van Schelle. Zij bracht voor Erfgoeddag 2012 een vernieuwde uitgave van het boekje van haar grootvader uit, waardoor Van Schelle opnieuw naamsbekendheid kreeg.
Pastoor Bart Rombouts hield liturgische diensten aan het blauwe kapelletje van de familie Van Schelle, en in 2019 werd de herinnering aan Martial Van Schelle vereeuwigd met de naamgeving van de Ti Van Schellestraat achter de kerk van Wortel.
Op 27 november 2022 organiseerde de V.Z.W. Vrienden van het Fort van Breendonk een nocturne ter nagedachtenis aan de 207 slachtoffers van de executieplaats van het fort. Martial was een van de slachtoffers die herdacht werden.
In 2022 produceerde Gids 53, een gids in Fort van Breendonk, een podcastreeks in "Historische Vertelsels" over Martial Van Schelle. Deze reeks, die uiteindelijk vijf afleveringen bevat, behandelt Van Schelles leven vanaf zijn jeugd tot zijn executie in Breendonk in 1943. De podcast biedt een gedetailleerde en gecorrigeerde weergave van zijn levensverhaal.

## Extra link
- (en)  Profiel van Martial Van Schelle op sports-reference.com (gearchiveerd)
- Overzicht Belgische kampioenen in 50 m bad

- Bibliothèque nationale de France: cb16612917x (data)
- International Standard Name Identifier: 0000 0004 5098 3543
- Virtual International Authority File: 316737847